# PMA-3 (Mine)

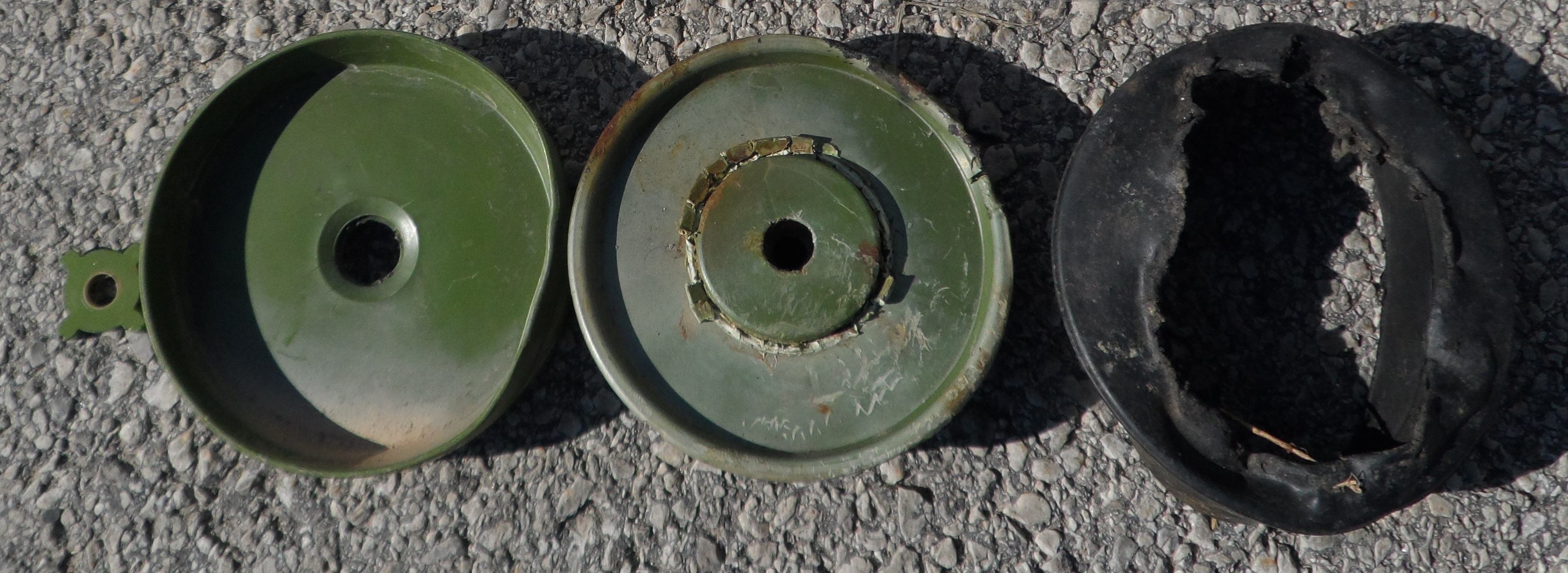
Einzelteile der PMA-3

Die PMA-3 ist eine in Jugoslawien hergestellte Antipersonenmine, die häufig während der Jugoslawienkriege eingesetzt wurde. Sie ist der Nachfolger der PMA-2.

## Beschreibung
Die Mine ist 40 Millimeter hoch, hat einen Durchmesser von 111 Millimetern und ähnelt in Form und Größe einer Schuhcremedose. Sie besteht aus zwei Kunststoffschalen die mit einer schwarzen Gummihaut zusammengehalten werden; Die obere Schale enthält den Sprengstoff (35 Gramm Tetryl), die untere Schale trägt die Zündeinrichtung (chemischer UPMAH-3 Zünder) die durch Druck ausgelöst wird. Als Sicherungseinrichtung befindet sich außen an der Oberseite des Minenkörpers ein Kunststoffring. Auf der Unterseite ist die Mine mit PMA-3 beschriftet. Sie ist zudem wasserdicht, resistent gegen Druckwellen und nur schwer detektierbar.

## Funktion
Bei einem seitlichen Druck von ca. acht Kilogramm auf die obere Schale kippt diese nach unten. Dabei reibt der Zündstift durch die Initialladung. Durch diese Reibung in der Initialladung entsteht eine chemische Reaktion, die Hitze erzeugt. Diese Hitze initiiert die Sprengkapsel, diese wiederum die Sprengladung.

## Einsatz
Eingeführt wurde die Mine von den Staaten Slowenien, Kroatien, Bosnien und Herzegowina, Serbien, Kosovo und Mazedonien. Ausgeliefert werden die Minen in Packeinheiten zu je zehn Stück und einem Zünderbehälter mit je zehn Zündern. Sieben Packeinheiten ergeben eine Transporteinheit.

## Räumung
Die Mine wird an der unteren Schale aufgenommen und nach Abschrauben der Verschlussschraube der Zünder entnommen. Sollte die Mine mit Wiederaufnahmesicherungen versehen bzw. anderweitig manipuliert worden sein, wird sie berührungsfrei gesprengt.